# روتوما
روتوما (بالإنجليزية: Rotuma)‏ هي جزيرة تقع في فيجي.

## المناخ
يظهر الجدول التالي التغييرات المناخية على مدار السنة لروتوما:
| البيانات المناخية لـروتوما         | البيانات المناخية لـروتوما | البيانات المناخية لـروتوما | البيانات المناخية لـروتوما | البيانات المناخية لـروتوما | البيانات المناخية لـروتوما | البيانات المناخية لـروتوما | البيانات المناخية لـروتوما | البيانات المناخية لـروتوما | البيانات المناخية لـروتوما | البيانات المناخية لـروتوما | البيانات المناخية لـروتوما | البيانات المناخية لـروتوما | البيانات المناخية لـروتوما |
| الشهر                              | يناير                      | فبراير                     | مارس                       | أبريل                      | مايو                       | يونيو                      | يوليو                      | أغسطس                      | سبتمبر                     | أكتوبر                     | نوفمبر                     | ديسمبر                     | المعدل السنوي              |
| ---------------------------------- | -------------------------- | -------------------------- | -------------------------- | -------------------------- | -------------------------- | -------------------------- | -------------------------- | -------------------------- | -------------------------- | -------------------------- | -------------------------- | -------------------------- | -------------------------- |
| الدرجة القصوى °م (°ف)              | 34 (93)                    | 33 (91)                    | 34 (93)                    | 32 (90)                    | 32 (90)                    | 32 (90)                    | 32 (90)                    | 32 (90)                    | 32 (90)                    | 32 (90)                    | 33 (91)                    | 32 (90)                    | 34 (93)                    |
| متوسط درجة الحرارة الكبرى °م (°ف)  | 30.8 (87.4)                | 30.7 (87.3)                | 30.6 (87.1)                | 30.5 (86.9)                | 29.9 (85.8)                | 29.7 (85.5)                | 29.1 (84.4)                | 29.2 (84.6)                | 29.4 (84.9)                | 29.8 (85.6)                | 30.2 (86.4)                | 30.7 (87.3)                | 30.1 (86.2)                |
| المتوسط اليومي °م (°ف)             | 27.6 (81.7)                | 27.6 (81.7)                | 27.5 (81.5)                | 27.2 (81.0)                | 27.1 (80.8)                | 26.7 (80.1)                | 26.1 (79.0)                | 26.3 (79.3)                | 26.4 (79.5)                | 26.8 (80.2)                | 27.2 (81.0)                | 27.5 (81.5)                | 27.0 (80.6)                |
| متوسط درجة الحرارة الصغرى °م (°ف)  | 24.8 (76.6)                | 24.9 (76.8)                | 24.8 (76.6)                | 24.8 (76.6)                | 24.6 (76.3)                | 24.6 (76.3)                | 24.2 (75.6)                | 24.1 (75.4)                | 24.3 (75.7)                | 24.3 (75.7)                | 24.5 (76.1)                | 24.7 (76.5)                | 24.6 (76.3)                |
| أدنى درجة حرارة °م (°ف)            | 20 (68)                    | 21 (70)                    | 21 (70)                    | 22 (72)                    | 20 (68)                    | 20 (68)                    | 18 (64)                    | 20 (68)                    | 19 (66)                    | 17 (63)                    | 20 (68)                    | 20 (68)                    | 17 (63)                    |
| الهطول مم (إنش)                    | 345 (13.6)                 | 368 (14.5)                 | 348 (13.7)                 | 284 (11.2)                 | 295 (11.6)                 | 246 (9.7)                  | 213 (8.4)                  | 224 (8.8)                  | 236 (9.3)                  | 300 (11.8)                 | 318 (12.5)                 | 312 (12.3)                 | 3٬489 (137.4)              |
| متوسط أيام هطول الأمطار (≥ 1.0 mm) | 20                         | 21                         | 23                         | 19                         | 19                         | 18                         | 17                         | 15                         | 16                         | 19                         | 18                         | 20                         | 223                        |
| متوسط الرطوبة النسبية (%)          | 83                         | 83                         | 83                         | 84                         | 83                         | 82                         | 82                         | 81                         | 81                         | 82                         | 83                         | 82                         | 82                         |
| ساعات سطوع الشمس الشهرية           | 201.5                      | 158.1                      | 155.0                      | 171.0                      | 179.8                      | 171.0                      | 179.8                      | 220.1                      | 180.0                      | 207.7                      | 177.0                      | 164.3                      | 2٬165٫3                    |
| ساعات سطوع الشمس اليومية           | 6.5                        | 5.6                        | 5.0                        | 5.7                        | 5.8                        | 5.7                        | 5.8                        | 7.1                        | 6.0                        | 6.7                        | 5.9                        | 5.3                        | 5.9                        |
| المصدر: الأرصاد الجوية الألمانية   |                            |                            |                            |                            |                            |                            |                            |                            |                            |                            |                            |                            |                            |